# 许堂集站
许堂集站位于安徽省阜阳市阜南县许堂集，是京九铁路的一座火车站，等级为四等站，距北京西站889公里，距常平站1426公里，本站及相邻上下行区间均为电气化区段。车站建于1996年，只办理货运，不办理客运业务。